# Rock Festiwal Pogranicza
Rock Festiwal Pogranicza – coroczny festiwal muzyki rockowej i heavymetalowej organizowany w Prudniku przez Opolskie Towarzystwo Motocyklowe jako integralna część prudnickiego Zlotu Motocyklowego. Festiwal odbywa się w lipcu w południowej części Prudnika, na placu przy ulicy Poniatowskiego, pod Kozią Górą, na skraju Lasu Prudnickiego, w pobliżu sanktuarium św. Józefa.

## Historia
Pierwszy zlot motocyklistów w Prudniku odbył się na przełomie września i października 2006. Jego inicjatorem był Artur Żurakowski, którego pomysł zaaprobował przełożony klasztoru franciszkanów w Prudniku Antoni Dudek. Już wtedy przy okazji zlotu odbyły się koncerty zespołów muzycznych.
Zlot w Prudniku odbywał się corocznie, z wyjątkiem roku 2015. Nazwa „Rock Festiwal Pogranicza” po raz pierwszy pojawiła się w programie XIV edycji Zlotu Motocyklowego w 2021.

## Edycje
Przed przyjęciem nazwy „Rock Festiwal Pogranicza”, w ramach zlotów motocyklowych w Prudniku występowały takie zespoły jak m.in.: Metallica Revival Beroun (oficjalnie autoryzowany cover band zespołu Metallica), MC Electric Cover Band, Kajetan Drozd Band, Markus, Bexa, Rebelianci, White House, Easy Rider, Good Day.

### 2021
Pierwsza edycja Rock Festiwal Pogranicza odbyła się w dniach 23–25 lipca 2021. Wystąpiły na nim zespoły z Polski i Czech: Dorien, Perfekcyjne Przeboje (cover band zespołu Perfect), Orchidea, Lady Pank Show (cover band zespołu Lady Pank).

### 2022
Druga edycja Rock Festiwal Pogranicza odbyła się w dniach 22–24 lipca 2022. Na dwóch scenach wystąpili: Manson Band, Motörbrothers (tribute band zespołu Motörhead), Niespodzianka Muzyczna, exMaanam.

### 2023

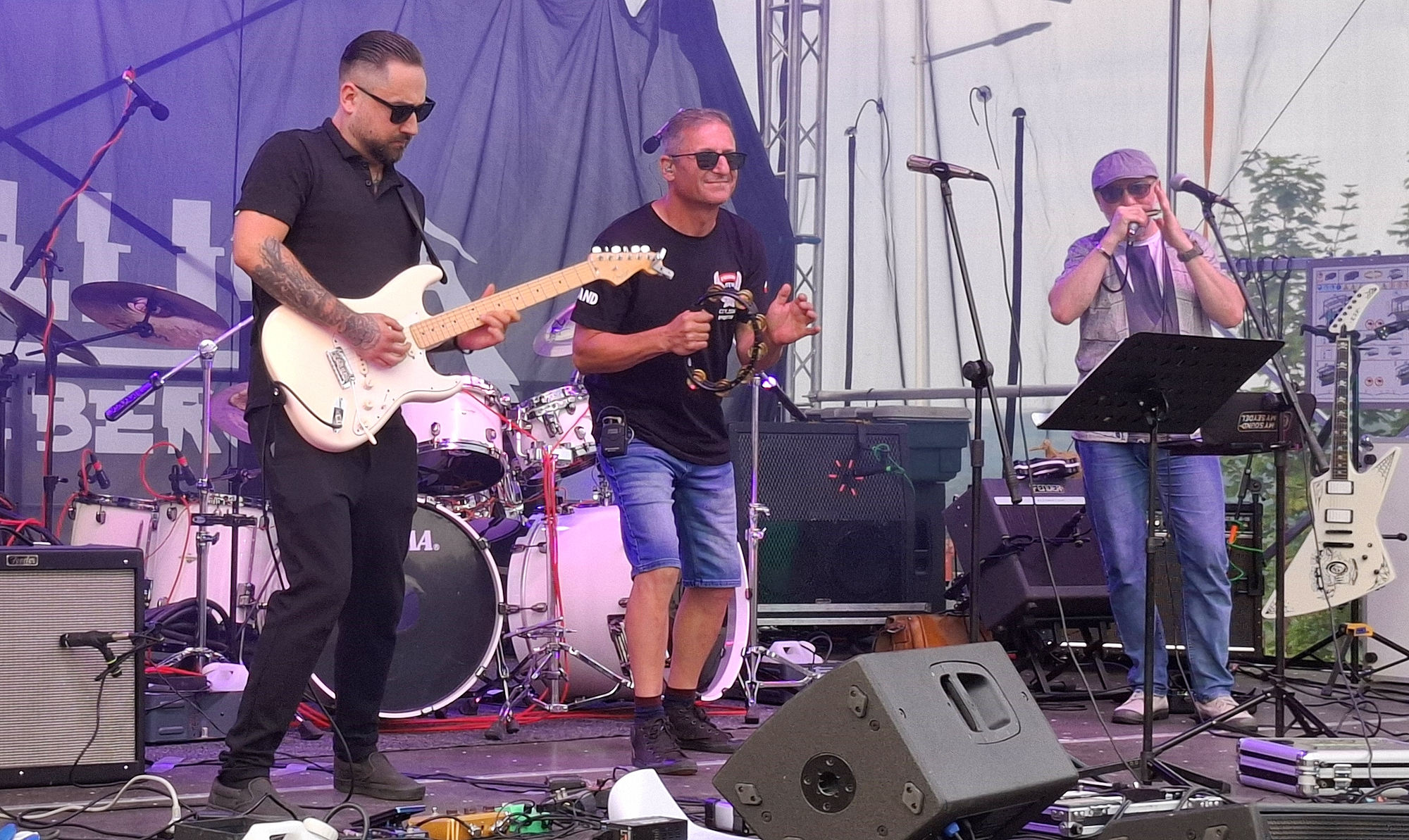
Trio 3 Twarze na festiwalu (2024)

Trzecia edycja Rock Festiwal Pogranicza odbyła się w dniach 21–23 lipca 2023. Na scenie wystąpili: Euforia, Trio 3 Twarze, The Jam Session, The Rockin’ Balls.

### 2024
Czwarta edycja Rock Festiwal Pogranicza odbyła się w dniach 26–28 lipca 2024. Na scenie wystąpili: Trio 3 Twarze, Metallica Revival (tribute band zespołu Metallica), The Jam Session, Gary Moore Tribute Band feat. Jack Moore.